# Luisa Esteso
Luisa Esteso, también conocida como Luisita Esteso (Valencia, 9 de marzo de 1908-Madrid, 7 de marzo de 1986) fue una actriz cómica, vedette y cupletista española, que hizo parte de su carrera en Argentina.

## Trayectoria
Famosa cupletista española de principios del siglo XX, tuvo destacadas intervenciones en el teatro español y también en el argentino. Fue una popular humorista, bailarina y actriz de varietés, hija de Polonia Herrero (más conocida como La Cibeles) y del actor y humorista Luis Esteso y López de Haro, que debutó a la temprana edad de ocho años. Cultivó preferentemente el cuplé, pero en forma caricaturesca.
Debutó como bailadora en el Teatro Noviciado donde trabajaban sus padres, el día en el que la intérprete española apodada Niña de los Peines se enfermó. Cantó por primera vez en el Cine Brillante de Cartagena, vestida por su madre, interpretando España Torera y La Vicaria. Las hermanas Heliet le enseñaron a tocar los palillos y su madre los crótalos. También actuó en el Teatro Romea de Madrid, por primera vez en 1924.

La prensa del momento solía compararla con otras cupletistas y actrices famosas de la época, como La Goya y Raquel Meller. Llegó a actuar en el Folies Bergère de París. Recorrió lugares como Murcia, Levante y Andalucía junto a su padre, donde mientras él contaba chistes, ella cantaba, acompañada de la bailarina Pilar Calvo. Se hizo muy famosa al cantar el cuplé de Pedro Jara Carrillo, Sangre y arena y por cantar coplas con letras de Luis Barta.

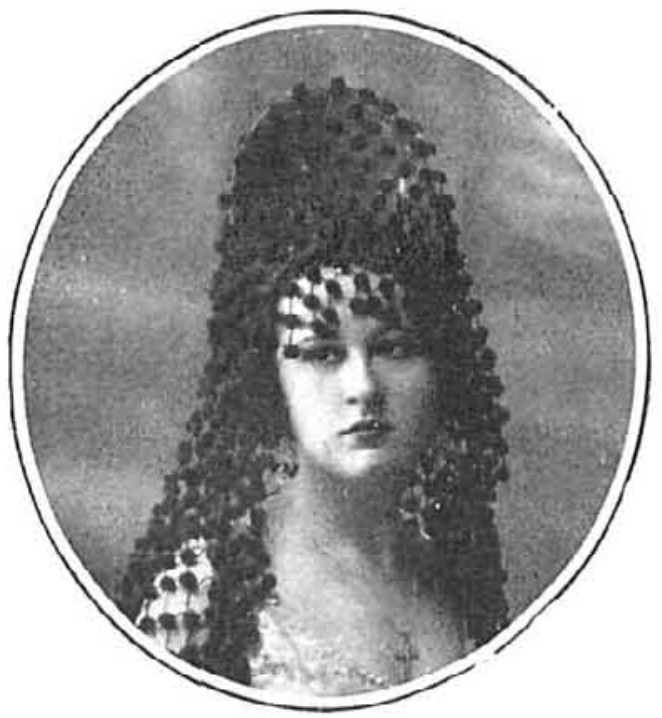
Retrato de Luisita Esteso (Nuevo Mundo, 1926)

En 1928, tras la muerte de su padre, se puso al frente de la compañía de éste y continuó sus giras regionales. Era habitual en el Teatro de la Comedia y presentó en el teatro madrileño a la mítica bailarina Carmen Amaya.
En Argentina (lugar que conoció en uno de sus viajes de 1926) trabajó en una temporada del Teatro Maipo de 1933 donde compartió cartel con primeras figuras como Pepe Arias, Libertad Lamarque, Pedro Quartucci, Alicia Vignoli, Alicia Barrié  y la bailarina coreógrafa Alicia Spleizer.
Además, actuó contratada por el empresario de espectáculos de variedades Juan Carcellé en diferentes teatros españoles, incluido el Circo Price de Madrid, ubicado en Plaza del Rey, y entre otros, con artistas como Amalia de Isaura y el payaso, Ramper.
El 9 de junio de 1931 en el Café de Madrid, reunidos, Pretel un sindicalista de UGT, el payaso Pompoff, los cantautores Arsenio Becerra "Cepero" y Angelillo, Amalia Molina, Laura Pinillos y liderando Esteso se decidió fundar la "Asociación de Artistas Españoles de Variedades y Circo".  Esteso insistió en prohibir el alterne a los artistas en los cabaré, la denuncia colectiva de los empresarios que incumplieran contratos y cotizaciones, la dignificación de la profesión y auxilios sociales etc. El éxito de la reunión hizo que de inmediato se sindicaran Carmelita Sevilla, Encarnita Marzal, Rosita Fontanar, Estrellita Castro, Niña de los Peines, Balder, Ramper y Rafael Arcos, hasta cubrir un total de 1 000 artistas.
El 25 de octubre de 2011 se descubrió en el Archivo Histórico Provincial de Murcia el rollo o proceso judicial 740/1926 de la Audiencia Provincial de Murcia por el que consta que fue desvalijada ese año en una estación de tren de Cartagena, donde se instruyó el sumario 215/1926.
Su hija fue la también actriz Paloma Esteso, con quien compartió escenario en España.
Retirada de la actividad escénica a mediados de 1970, falleció el 7 de marzo de 1986 en Madrid por causas naturales dos días antes de cumplir los ochenta años.

## Obra

### Filmografía
- 1935: Don Quintín el amargao.
- 1953: Segundo López, aventurero urbano.
- 1976: El secreto inconfesable de un chico bien.[11]

### Teatro
- 1925: La casa del señor cura.
- 1926:  La tonta Tomasa
- 1933: Arriba los corazones,  dirigida por Luis César Amadori.
- 1933: Viva la rumba.
- 1933: Las sonrisas del país.
- 1933: La estrella de Los Ángeles.
- 1936  Usted tiene ojos de mujer fatal, de Enrique Jardiel Poncela de quien era fiel amiga.
- 1936: La oca.

### Cuplés
- Sangre y arena.
- El coco (1929).
- Hombres y Asaura (1930)
- Espérame en Sakuska (1932).[12]
- Godofredo y El pirógeno (1933).[13]
- Lo mismo que yo (1933).
- Así la vi pasar.
- La falda corta.
- Soldado español.
- Exquisita.
- La tonta Tomasa.